# (74419) 1999 AA13
(74419) 1999 AA13 – planetoida z pasa głównego asteroid okrążająca Słońce w ciągu 5,56 lat w średniej odległości 3,14 j.a. Odkryta 7 stycznia 1999 roku.